# Liste der Monuments historiques in Saint-Germain-en-Laye
Die Liste der Monuments historiques in Saint-Germain-en-Laye führt die Monuments historiques in der französischen Gemeinde Saint-Germain-en-Laye auf.

## Fourqueux
| Bezeichnung         | Beschreibung | Standort                 | Kennzeichnung | Schutzstatus   | Datum     | Bild |
| ------------------- | ------------ | ------------------------ | ------------- | -------------- | --------- | ---- |
| Kirche Sainte-Croix |              | (Lage)                   | PA00087436    | Classé         | 1946      |      |
| Villa Collin        |              | Place Victor-Hugo (Lage) | PA78000001    | Inscrit Classé | 1996 1998 |      |

## Liste der Objekte

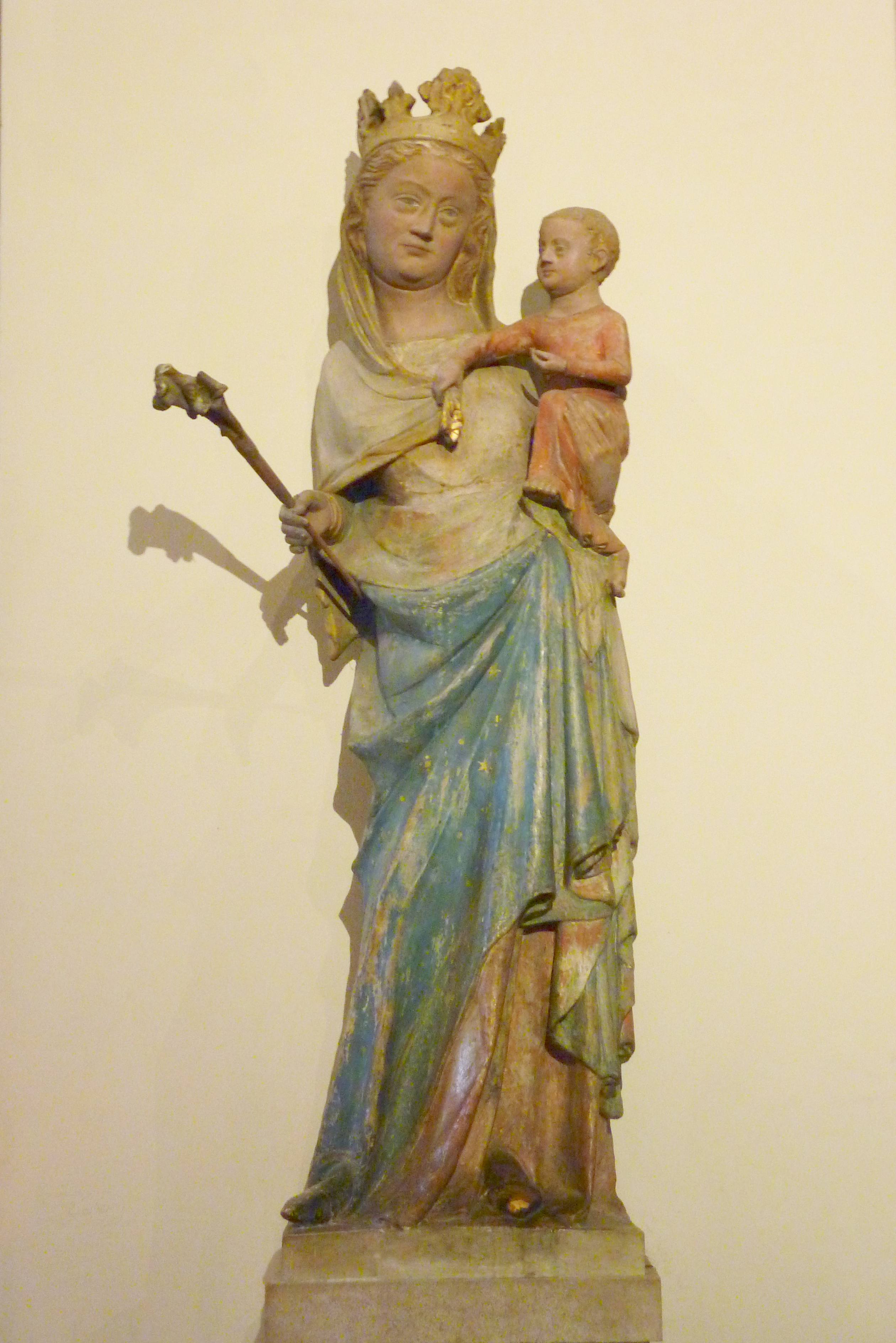
Skulptur Madonna mit Kind, genannt Notre-Dame du bon retour, in der Kirche St-Germain (14. Jahrhundert)

- Monuments historiques (Objekte) in Saint-Germain-en-Laye in der Base Palissy des französischen Kultusministeriums